# Metropolis Crimes
Metropolis Crimes est un jeu vidéo d'aventure en pointer-et-cliquer développé par Lexis Numérique, sorti en 2009 sur Nintendo DS. Il s'agit d'un jeu d'enquête policière. Il a pour suites Red Johnson's Chronicles et Red Johnson's Chronicles: One Against All.

## Accueil

### Critique
- Adventure Gamers : 2/5[1]
- Jeuxvideo.com : 13/20[2]

### Récompenses
- Milthon 2009
  - Milthon du meilleur scénario
  - Nommé au Milthon du meilleur jeu sur console portable